# Палао-Мару
Палао-Мару (Palao Maru) — транспортне судно, яке під час Другої світової війни брало участь у операціях японських збройних сил у Мікронезії.
Палао-Мару спорудили в 1934 році на верфі Mitsubishi Jukogyo для компанії Nippon Yusen Kaisha.
5 серпня 1942-го менш ніж за дві сотні кілометрів на північний захід від Труку (розташована у центральній частині Каролінських островів головна база японського ВМФ у Океанії) судно було торпедоване та потоплене американським підводним човном USS Greenling.